# Milano da bere

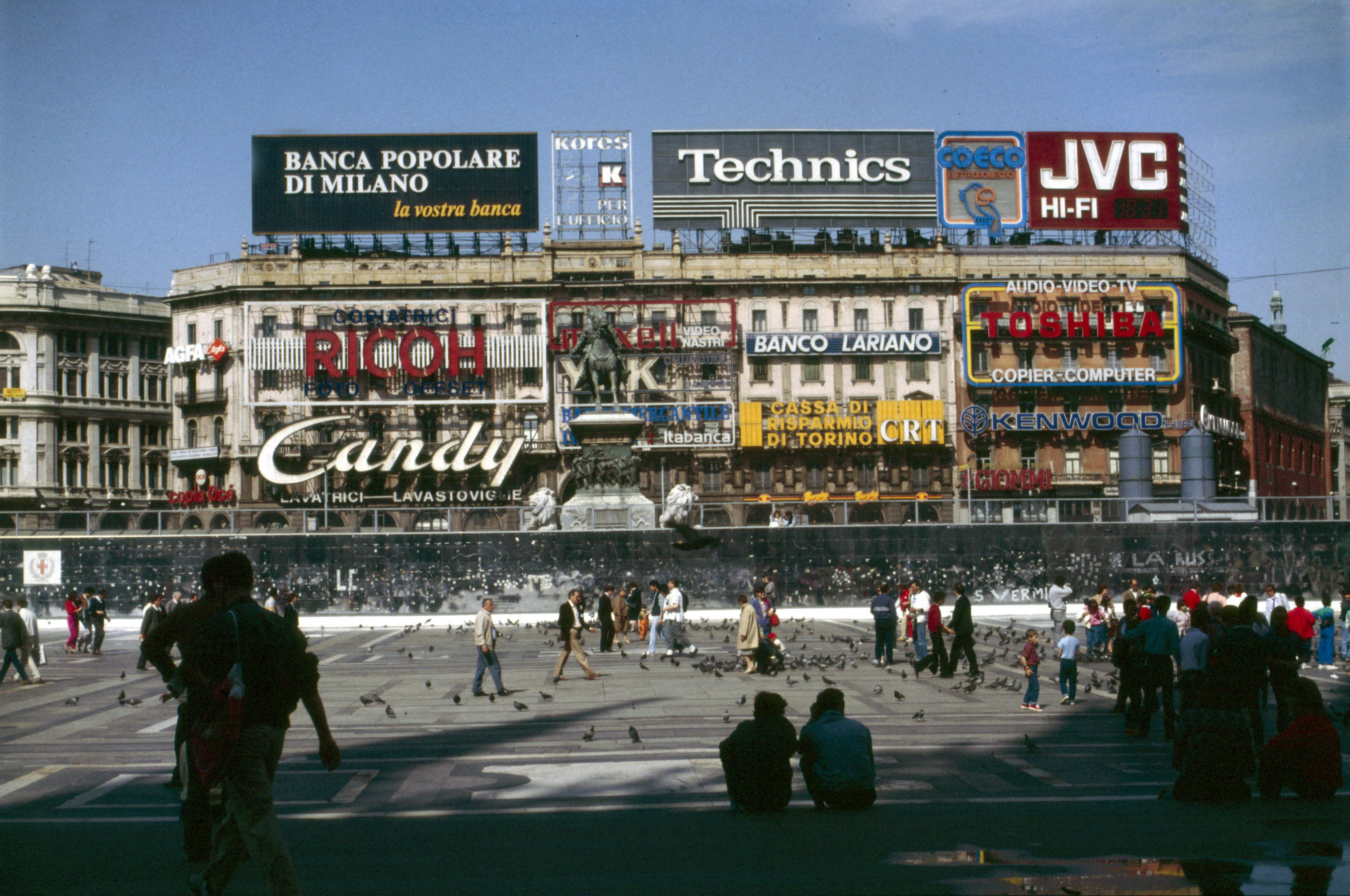
Una veduta di Piazza del Duomo a Milano nel 1985

Milano da bere è un'espressione giornalistica, originata da una campagna pubblicitaria, che definisce alcuni ambienti sociali della città italiana di Milano durante gli anni 80 del XX secolo. In questo periodo, la città era assurta a centro di potere in cui si esercitava l'egemonia del Partito Socialista Italiano (PSI) del periodo craxista. Si trattava di un decennio caratterizzato dalla percezione di benessere diffuso, dal rampantismo arrivista e opulento ostentato dai ceti sociali emergenti e dall'immagine "alla moda".

## Storia

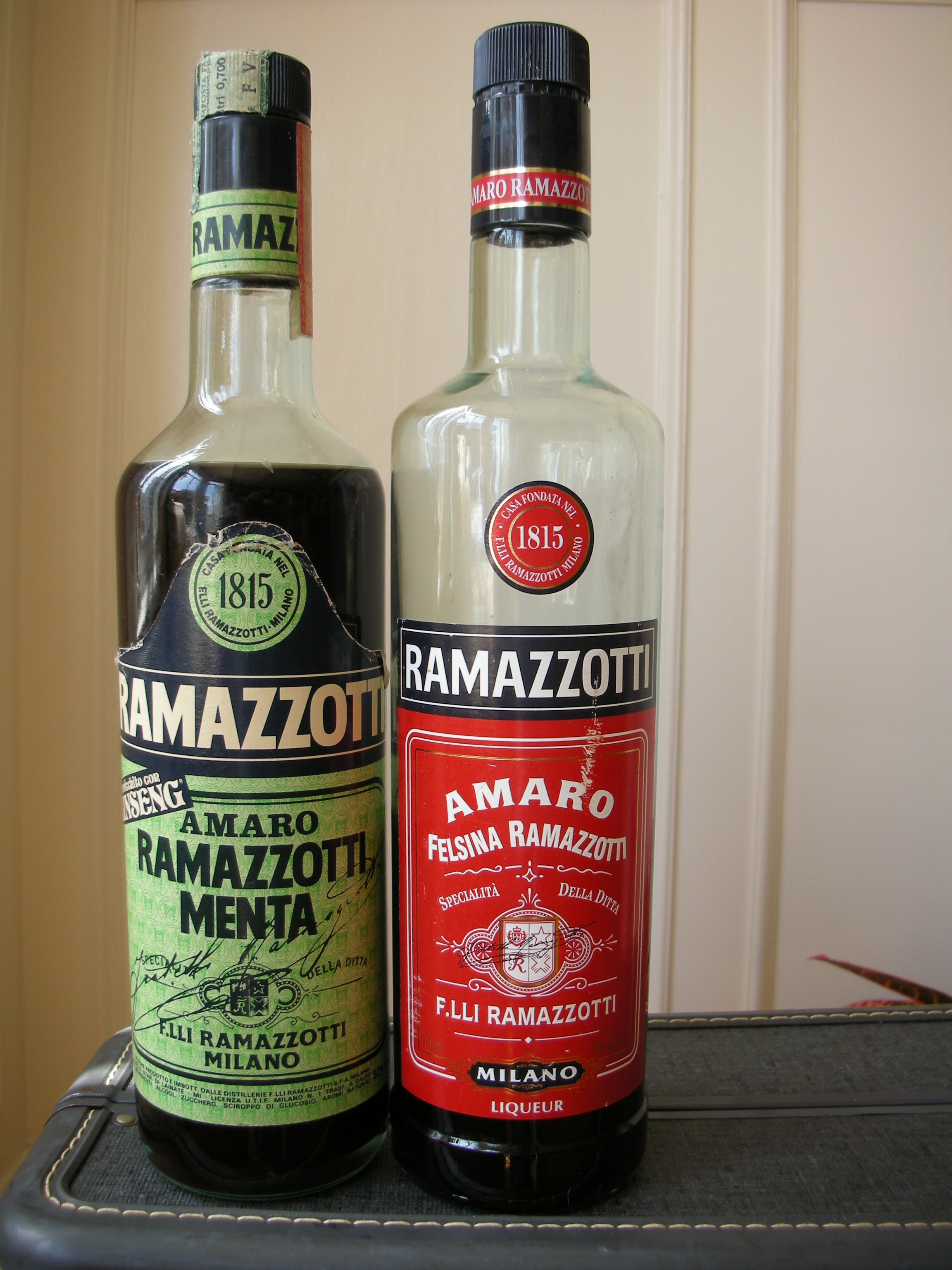
L'amaro Ramazzotti

La definizione – entrata a pieno titolo nel marketing urbano di un'epoca (similmente a quanto accadde, negli anni del boom economico, a Roma con la Dolce vita) – è un'espressione d'autore contenuta in uno slogan pubblicitario ideato nel 1985 da Marco Mignani per la réclame televisiva dell'Amaro Ramazzotti.
Lo slogan era usato in uno spot pubblicitario che mostrava immagini di una tipica giornata milanese, descrivendo Milano come una città che «rinasce ogni mattina, pulsa come un cuore; Milano è positiva, ottimista, efficiente; Milano è da vivere, sognare e godere». La sequenza veniva mostrata secondo la tecnica dei fotogrammi accelerati e si chiudeva con il claim "Milano da bere".
L'epoca della "Milano da bere" non è ben specificata: in genere il suo inizio si fa risalire al 1981, anno convenzionalmente indicato come quello in cui terminarono gli anni di piombo (eccetto sporadici colpi di coda successivi), in coincidenza con il riflusso nel privato, mentre la sua fine viene tradizionalmente collocata nel 1992, con lo scoppio dello scandalo giudiziario di Mani pulite, colloquialmente noto come Tangentopoli, che travolgerà il Partito Socialista (che governava il comune di Milano dal 1967) e di fatto porterà in due anni alla fine della Prima Repubblica.
L'espressione fu clonata facendo riferimento a situazioni similari presenti in altre grandi città italiane nel medesimo periodo, ad esempio Roma – le cui atmosfere sono ben rappresentate nel film Le finte bionde di Carlo Vanzina (1989) o nella miniserie televisiva Piazza di Spagna (1992) di Florestano Vancini –, Torino o, nel Meridione, Bari – ambientazione che fa da sfondo a La riffa di Francesco Laudadio (1991).

L'imprenditore Silvio Berlusconi e l'allora presidente del Consiglio Bettino Craxi nel 1984

Lo spot di Mignani, insieme allo slogan che lo accompagnava, fu inserito nella rubrica di collage televisivi Blob di Raitre a seguito dell'inizio delle vicende di Mani pulite, a mo' di pendant mediatico, interpolato con le immagini degli arresti dei principali esponenti politici e imprenditoriali oggetto dell'inchiesta: lo stesso utilizzo del termine "Tangentopoli", per definire la vasta operazione giudiziaria, richiamava sia il gioco Monopoly, sia la polis, nella quale le tangenti erano il motore dell'economia.
Questo accostamento, propagatosi nel gergo giornalistico, ha attribuito al sintagma una connotazione negativa, per tutto il periodo in cui in Italia, dal punto di vista politico, vi fu la transizione dalla Prima alla Seconda Repubblica.

## Nella cultura di massa
Le atmosfere della "Milano da bere" vengono mostrate e/o utilizzate come riferimento in alcuni film italiani usciti nel corso dello stesso decennio e ambientati proprio sullo sfondo del rampantismo, degli ambienti sociali benestanti, degli yuppie, dei paninari e del mondo della moda della città meneghina. Tra questi film ricordiamo:
- Sogni d'oro, regia di Nanni Moretti (1981)
- Mani di fata, regia di Steno (1983)
- Un povero ricco, regia di Pasquale Festa Campanile (1983)
- Il ras del quartiere, regia di Carlo Vanzina (1983)
- Il ragazzo di campagna, regia di Castellano e Pipolo (1984)
- Lui è peggio di me, regia di Enrico Oldoini (1984)
- A me mi piace, regia di Enrico Montesano (1985)
- Sotto il vestito niente, regia di Carlo Vanzina (1985)
- Yuppies - I giovani di successo, regia di Carlo Vanzina (1986)
- Yuppies 2, regia di Enrico Oldoini (1986)
- Sposerò Simon Le Bon, regia di Carlo Cotti (1986)
- Italian Fast Food, regia di Lodovico Gasparini (1986)
- Via Montenapoleone, regia di Carlo Vanzina (1987)
- Sotto il vestito niente II, regia di Dario Piana (1988)
- Bye Bye Baby, regia di Enrico Oldoini (1988)
- Miliardi, regia di Carlo Vanzina (1991)
- Ricky & Barabba, regia di Christian De Sica (1992)

Le stesse atmosfere si ritrovano nella serie televisiva di Italia 1 del 1989 Valentina, ispirata agli omonimi fumetti di Guido Crepax e interpretata dalla modella statunitense Demetra Hampton, e in Colletti bianchi, serie andata in onda sulla stessa rete e nella medesima stagione televisiva, con Giorgio Faletti e Franco Oppini.
Al di fuori del periodo storico di riferimento, la Milano da bere è stata raccontata nel film Lo spietato del 2019, diretto da Renato De Maria e interpretato da Riccardo Scamarcio.